# DHRS11
DHRS11 (англ. Dehydrogenase/reductase 11) – білок, який кодується однойменним геном, розташованим у людей на 17-й хромосомі. Довжина поліпептидного ланцюга білка становить 260 амінокислот, а молекулярна маса — 28 308.
| 10         |  | 20         |  | 30         |  | 40         |  | 50         |
| ---------- |  | ---------- |  | ---------- |  | ---------- |  | ---------- |
| MARPGMERWR |  | DRLALVTGAS |  | GGIGAAVARA |  | LVQQGLKVVG |  | CARTVGNIEE |
| LAAECKSAGY |  | PGTLIPYRCD |  | LSNEEDILSM |  | FSAIRSQHSG |  | VDICINNAGL |
| ARPDTLLSGS |  | TSGWKDMFNV |  | NVLALSICTR |  | EAYQSMKERN |  | VDDGHIININ |
| SMSGHRVLPL |  | SVTHFYSATK |  | YAVTALTEGL |  | RQELREAQTH |  | IRATCISPGV |
| VETQFAFKLH |  | DKDPEKAAAT |  | YEQMKCLKPE |  | DVAEAVIYVL |  | STPAHIQIGD |
| IQMRPTEQVT |  |            |  |            |  |            |  |            |

A: Аланін

C: Цистеїн

D: Аспарагінова кислота

E: Глутамінова кислота

F: Фенілаланін

G: Гліцин

H: Гістидин

I: Ізолейцин

K: Лізин

L: Лейцин

M: Метіонін

N: Аспарагін

P: Пролін

Q: Глутамін

R: Аргінін

S: Серин

T: Треонін

V: Валін

W: Триптофан

Кодований геном білок за функцією належить до оксидоредуктаз. 
Задіяний у такому біологічному процесі, як альтернативний сплайсинг. 
Білок має сайт для зв'язування з НАДФ. 
Секретований назовні.